# Гертениш (Караш-Северин)
Гертениш (рум. Gherteniș) насеље је у Румунији у округу Караш-Северин у општини Берзовија. Oпштина се налази на надморској висини од 130 m.

## Прошлост
Аустријски царски ревизор Ерлер је 1774. године констатовао да место припада Карашевском округу, Вршачког дистрикта. Становништво је било претежно влашко.

## Становништво
Према подацима из 2002. године у насељу је живело 1044 становника.

### Попис2002.
| Расподела становништва по националности 2002.‍ | Расподела становништва по националности 2002.‍ | Расподела становништва по националности 2002.‍ | Расподела становништва по националности 2002.‍ | Расподела становништва по националности 2002.‍ |
| --------------------------------------------- | --------------------------------------------- | --------------------------------------------- | --------------------------------------------- | --------------------------------------------- |
|                                               |                                               |                                               |                                               |                                               |
| Румуни                                        | Румуни                                        |                                               | 994                                           | 95,9%                                         |
| Мађари                                        | Мађари                                        |                                               | 29                                            | 2,8%                                          |
| Немци                                         | Немци                                         |                                               | 14                                            | 1,4%                                          |